# Chris Rossouw (rugby à XV, 1969)
Pour les articles homonymes, voir Chris Rossouw.
Pas d'image ? Cliquez ici

a Compétitions nationales et continentales officielles uniquement.

b Matchs officiels uniquement.
Christiaan le Cordier Rossouw, plus connu comme Chris Rossouw, né le 14 septembre 1969 à Delmas (Afrique du Sud), est un joueur de rugby à XV sud-africain. Il évoluait au poste de talonneur (1,82 m - 104 kg) qui a joué avec l'équipe d'Afrique du Sud entre 1995 et 1999. 
Chris Rossouw est célèbre pour avoir été le talonneur titulaire de l'équipe d'Afrique du Sud qui a gagné la Coupe du monde de rugby 1995.
Il est devenu responsable de société & fermier.

## Carrière

### En province
- Golden Lions[2](jusqu'en 1997)
- Natal Sharks 1998-2000

### Avec les Springboks
Chris Rossouw a effectué son premier test match avec les Springboks le 13 avril 1995 à l’occasion d’un match contre l'équipe des Samoa (victoire 60-8).
En 1995, même s'il n'a connu qu'une cape, Chris Rossouw est retenu dans le squad appelé à disputer la Coupe du monde de rugby 1995. Considéré comme remplaçant derrière James Dalton, il profite de la suspension de ce dernier impliqué dans une bagarre lors d'un match contre le Canada pour être promu titulaire au poste de talonneur. Rossouw dispute donc 5 matchs lors du tournoi qui se conclut par la victoire de l'équipe d'Afrique du Sud sur la Nouvelle-Zélande (15-12). 
Après le tournoi, Rossouw retourne dans l'ombre de James Dalton et de Naka Drotske, qui lui sont préférés au poste de talonneur. Il est néanmoins retenu pour la Coupe du monde de rugby 1999 pendant laquelle, il dispute son premier match comme titulaire depuis 4 ans, contre l'Espagne. Il obtient sa dernière cape contre la Nouvelle-Zélande lors du match de classement pour la 3e place du tournoi, remportée par les Springboks.

## Palmarès

### Avec les Springboks
- 9 sélections
- 2 essais (10 points).
- Sélections par année : 5 en 1995, 4 en 1999.

### Coupes du monde
- 1995 : champion du monde : 4 sélections (Roumanie, Samoa, France, All Blacks).
- 1999 : 2 sélections (Espagne, All Blacks).